# Rastede
Rastede egy község Németországban, az Ammerland járásban. Lakosainak száma 23 247 fő (2023. december 31.).

## Földrajza
Rastede Wiefelstede, Oldenburg és Varel községekkel határos.

## Itt született személyek
- Category:Born in Rastede